# MOD (文件格式)
MOD是计算机上的一种音乐文件檔案格式。 MOD文件的文件扩展名為“.MOD”。MOD格式的第一个版本始於1987年，當時該文件主要運行在Amiga上。